# Armeria trianoi
Armeria trianoi är en triftväxtart som beskrevs av Nieto Fel. Armeria trianoi ingår i släktet triftar, och familjen triftväxter. Inga underarter finns listade i Catalogue of Life.